# Gabi Hartmann

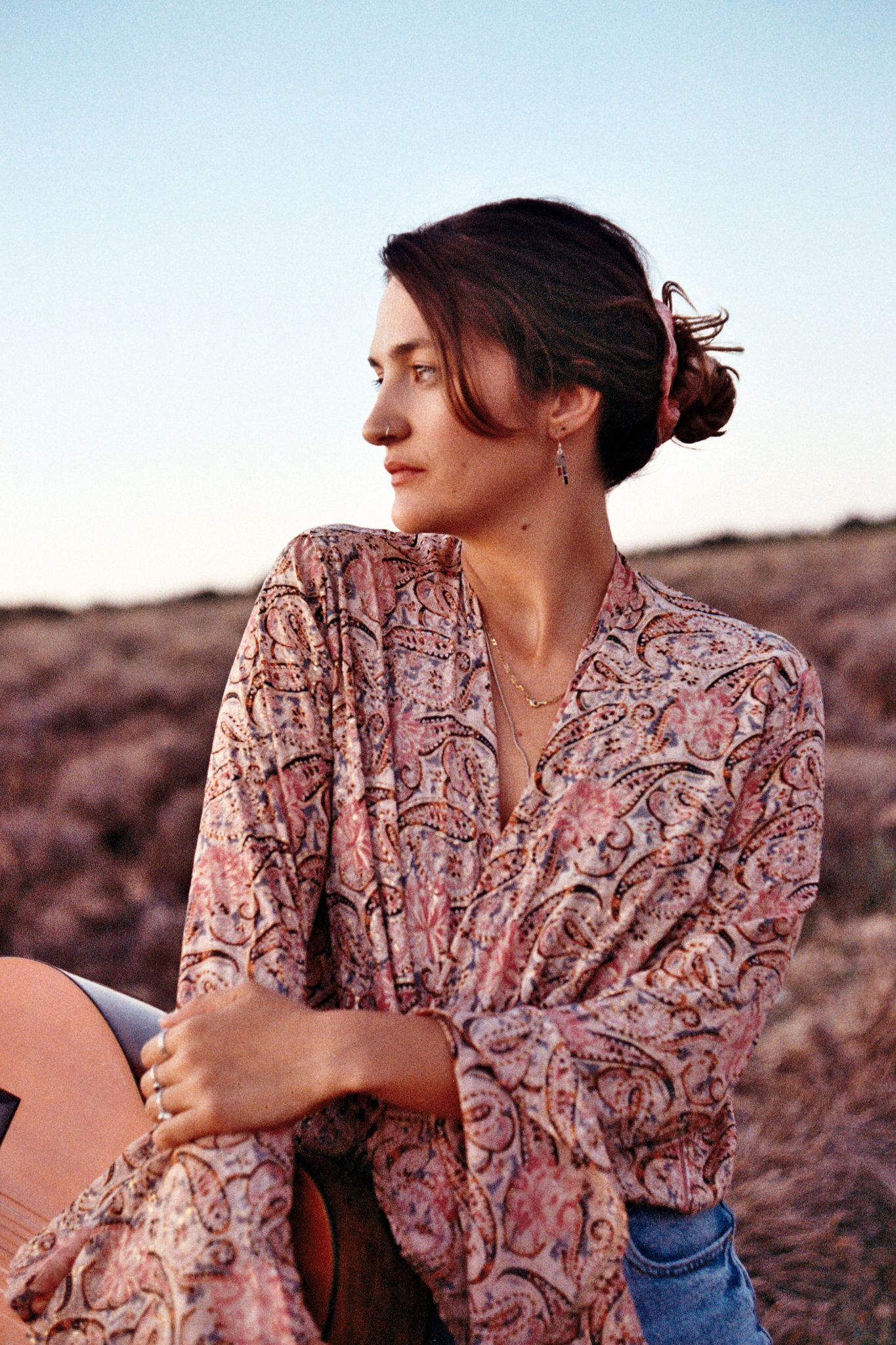
Gabi Hartmann (2023)

Gabi Hartmann, mit bürgerlichem Namen Gabrielle Hartmann (geboren am 29. März 1991 in Paris) ist eine französische Jazzsängerin, Songwriterin und Gitarristin.

## Leben & Wirken
Gabi Hartmann wuchs in Paris auf und hatte bis zum Alter von vierzehn Jahren klassischen Klavierunterricht. Dann spielte sie Gitarre, auf der sie auch ihre eigenen Songs komponierte. Dann nahm sie Jazzunterricht an der Schola Cantorum in Paris und schrieb sich später am Musik-Konservatorium von Paris ein. Im Alter von 20 Jahren zog sie nach Brasilien und verbrachte zwei Jahre in Rio de Janeiro. Anschließend studierte sie ein Jahr lang Musikethnologie in London, bevor sie nach Paris zurückkehrte.
Hartmann veröffentlichte 2021 ihr erstes EP-Album mit 5 Songs, das vom amerikanischen Sänger-Songwriter, Produzent und Gitarrist Jesse Harris produziert wurde, der bereits Norah Jones und Melody Gardot sowie Madeleine Peyroux zu ihrem Klang verholfen hatte und den sie im gleichen Jahr in New York bei einer Tonstudio-Session kennengelernt hatte. 2023 erschien ihr Debütalbum mit dem einfachen Titel "Gabi Hartmann". Auf ihrem Debüt-Album, das Harris gleichfalls produzierte, präsentiert sie sich zwischen Chanson, Jazz, Folk und Bossa Nova, mit Liedern in Französisch, Englisch und Portugiesisch.

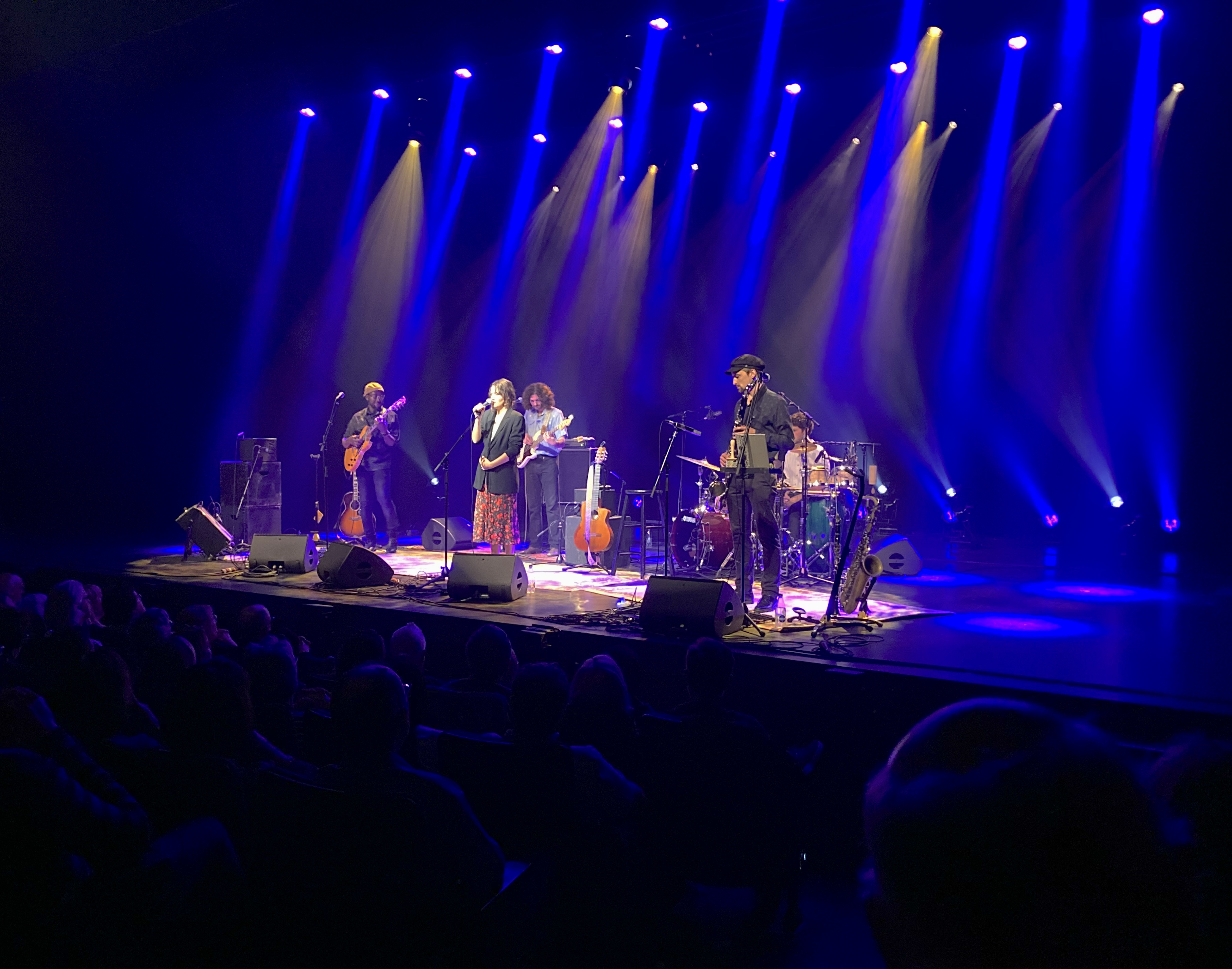
Gabi Hartmann (Mitte, mit Band) im Grand Théâtre de Québec (2024).

Im Rahmen ihrer Tournée im Jahr 2024, die sie durch ganz Frankreich führte, stellte sie sich auch in Kanada bei den Jazz-Festivals in Quebec City, in Montreal und in Ottawa vor. In Deutschland trat sie seit 2023 bislang in Flensburg, Nürnberg, Recklinghausen, Dortmund, Stuttgart, München und in Berlin auf.
Im Verlauf ihrer aktuellen Tournée für das Jahr 2025 steht sie außer in Frankreich auch in Bremen, Dortmund und Hamburg auf der Bühne.

## Zitate
Webseite What the France des französischen Centre national de la musique: "Die französische Sängerin, Songwriterin und Gitarristin Gabi Hartmann schafft fesselnde Songs mit einer bemerkenswerten Leichtigkeit, indem sie Einflüsse von brasilianischer und afrikanischer Musik bis hin zum Jazz miteinander verschmelzen lässt....
....Ihr einzigartiger Stil, in dem sich Jazz, Soul, Bossa Nova, Blues und Chanson vermischen, nimmt die Zuhörer mit auf eine Reise in eine faszinierende musikalische Welt."
"Konzerthaus Dortmund: "....wir wissen nicht genau, wohin uns Gabi Hartmanns Stimme führt: eine Jazzbar im Keller, ein tropischer Strand in der Abenddämmerung, eine Terrasse an einem Hang in Lissabon, der Hintergrund einer Pariser Brasserie in einer Winternacht? Wir schließen die Augen und gehen am Schatten einer Jazzlegende, einer Bossa-Nova-Diva, einer großen Dame in Schwarz aus dem französischen oder portugiesischen Liedgut vorbei, irgendwo an der Kreuzung von exquisitem Chic und schwindelerregender Melancholie, tröstlicher Süße und geteiltem Spleen."

## Privates
Ihr deutscher Familienname rührt von ihrem Großvater her, der aus dem Elsass stammte.
2015 kamen viele Einwanderer nach Europa, auch nach Paris, wo Gabi Hartmann wohnte. Sie erlebte dort hautnah, dass es viele Lager mit Frauen und Kindern gab, die auf der Straße schliefen. So begann sie zu helfen, indem sie bei Hilfsorganisationen mitwirkte, die Lebensmittel verteilten und Veranstaltungen für die Leute organisierten und Gabi engagierte sich für die Flüchtlinge. Schließlich schrieb sie das Lied "La mer", das sich auf ein Chanson von Charles Trenet bezieht.

## Diskografische Hinweise
- 2019: Gabi – Always seem to get things wrong (Secret Sun Recordings), Single mit 1 Song, 3:11[11]
- 2021: Always seem to get things wrong (Sony Music Entertainment France), EP mit 5 Songs, 18:23
- 2022: Buzzing Bee (Sony Music Entertainment France), Single mit 1 Song, 3:22
- 2022: Mille rivages (Sony Music Entertainment France), Single mit 1 Song, 4:00
- 2023: Gabi Hartmann (Sony Music Entertainment France), Album mit 14 Songs, 46:42
- 2024: Gabi Hartmann – Nowhere to hide (Sony Music Entertainment France), Single mit 1 Song, 3:19
- 2024: Gabi Hartmann – Little Song Lines (Sony Music Entertainment France), EP mit 5 Songs plus Bonus-Track, 17:43
- 2024: Gabi Hartmann – Little Song Lines (Sony Music Entertainment France), EP mit 5 Songs plus Bonus-Track, 17:43, handsignierte und limitierte Auflage als Vinyl
- 2024: Lush – Gabi Hartmann, Oan Kim & the Dirty Jazz (Artwork Records), Single mit 1 Song, 3:48
- 2024: Gabi Hartmann – Take a Swing at the Moon (Sony Music Entertainment France), Single mit 1 Song, 3:40
- 2024: Gabi Hartmann – Le lever du soleil, featuring Naïssam Jalal (Sony Music Entertainment France), Single mit 1 Song, 5:58
- 2025: Gabi Hartmann – La femme aux yeux de sel

## Veröffentlichungen
2023: Songbook des Albums Gabi Hartmann mit insgesamt 15 Songs auf 35 Seiten mit Noten und Texten als handsignierte und limitierte Auflage